# Партнерство «Відкритий Уряд»
Партнерство "Відкритий Уряд" — багатостороння міжнародна ініціатива, що покликана об‘єднати зусилля урядів та громадянського суспільства для створення позитивних змін у житті громадян.

## Започаткування
20 вересня 2011 року у рамках сесії Генеральної Асамблеї ООН вісім країн-засновниць (Бразилія, Сполучені Штати Америки, Індонезія, Мексика, Норвегія, Філіппіни, Південно-Африканська Республіка, Сполучене Королівство) започаткували міжнародну Ініціативу "Партнерство "Відкритий Уряд", підписавши Декларацію Партнерства.
Станом на 1 січня 2025 року до Ініціативи приєдналися 75 країн[ангажоване джерело].

## Обов'язки учасників і цінності
У рамках Ініціативи країни-учасниці мають:
- розробляти спільно з інститутами громадянського суспільства План дій, в якому визначаються конкретні зобов'язання на дворічний період. Зобов'язанні мають відповідати чотирьом основним цінностям;
- координувати діяльність та впроваджувати взяті на себе зобов'язання згідно з Планом дій;
- забезпечити відкритість процесу впровадження Ініціативи та консультацій з громадськістю;
- публікувати звіт-самооцінку про результати впровадження Плану дій;
- погодитися на незалежне оцінювання результатів діяльності.

Основні цінності Ініціативи:
- доступ до публічної інформації (зобов'язання мають бути спрямовані на розкриття інформації, покращення якості розкритої інформації, покращення доступності інформації для громадськості або надавати право на інформацію);
- участь громадян (зобов'язання мають бути спрямовані на створення або покращення можливості залучення громадян до участі в обговореннях, що сприяють прийняттю рішень органами влади, враховують громадську думку, є більш інноваційними та ефективними; створення або покращення сприятливого середовища для громадянського суспільства в країні);
- підзвітність (зобов'язання мають бути спрямовані на створення або удосконалення правил, положень та механізмів, які публічно дозволяють урядовцям відповідати за їхні дії, здійснювати діяльність відповідно до визначених для них вимог);
- технології та інновації у забезпеченні прозорості та підзвітності (зобов'язання мають бути спрямовані на надання громадянам відкритого доступу до технологій, використання нових технологій в просуванні інновацій, розширення можливостей використання технологій громадянами).

## Реалізація в Україні
Україна приєдналась до Ініціативи 2011 року[ангажоване джерело].
Перший План дій зі впровадження в Україні Ініціативи "Партнерство "Відкритий Уряд"[первинне джерело] (розпорядження від 5 квітня 2012 р. № 220) на 80 % складався з заходів, запропонованих громадськими експертами. План був обговорений під час Національного круглого столу та затверджений Урядом у 2012 році. На Глобальному саміті Партнерства український план дій був визнаний Керівним комітетом Ініціативи[ким?] як один з найкращих.
Другий План дій із впровадження Ініціативи "Партнерство "Відкритий Уряд" у 2014—2015 роках[первинне джерело] був затверджений розпорядженням Кабінету Міністрів від 26 листопада 2014 р. № 1176. Проект плану дій розроблявся робочої групою, створеною в Секретаріаті Кабінету Міністрів. До складу робочої групи увійшли представники органів виконавчої влади та інститутів громадянського суспільства. Проект плану пройшов громадське обговорення в Інтернеті та під час публічних заходів у містах Дніпропетровську, Києві, Львові та Херсоні.
Основними напрямами реалізації Ініціативи в Україні у 2012—2016 роках були: сприяння діяльності інститутів громадянського суспільства, їх участі у формуванні та реалізації державної політики; забезпечення доступу до публічної інформації; запобігання і протидія корупції; підвищення якості надання адміністративних та соціальних послуг; впровадження технологій електронного урядування; розвиток електронної демократії.
7 грудня 2016 р. під час Глобального саміту Партнерства "Відкритий Уряд" у Парижі українську електронну систему публічних закупівель "ProZorro" визнано переможцем третьої щорічної премії Open Government Awards 2016[первинне джерело].
Третій План дій зі впровадження Ініціативи "Партнерство "Відкритий Уряд"[первинне джерело] затверджений розпорядженням Кабінету Міністрів від 30 листопада 2016 р. № 909.
Планом дій, зокрема, передбачені заходи з: підвищення якості та прозорості надання адміністративних послуг, впровадження надання таких послуг в електронній формі, удосконалення механізму перевірки інформації про кінцевих бенефіціарних власників, забезпечення відкритості та прозорості здійснення публічних закупівель, створення системи «Взаємодія поліції та громади» (англ. Community policing), розвитку електронної демократії тощо.
Проект плану дій пройшов широке громадське обговорення, зокрема, заклик до подання пропозицій розміщувався на урядовому вебсайті "Громадянське суспільство і влада" та поширювався у соціальних мережах, проведено п'ять відкритих засідань робочих груп Координаційної ради та 23 регіональні громадські обговорення, проведено публічний захід у форматі "world cafe". Крім того напрацьовані пропозиції були винесені на громадське обговорення через Інтернет з можливістю обрати п'ять пріоритетних заходів із запропонованих.
Процес розроблення плану дій включено до нового Інструментарію участі та спільного творення[ангажоване джерело] Ініціативи як кращу практику залучення заінтересованих сторін.
Четвертий План дій із впровадження Ініціативи[первинне джерело] (розпорядження від 18 грудня 2018 р. № 1088) вперше був сформований у контексті Цілей сталого розвитку 2030. Під час публічного заходу було проведено інтерактивне опитування учасників з метою обрання 5 пріоритетних цілей, відповідно до яких формувались пропозиції до плану дій. Сформовані заходи були винесені на інтернет-голосування з використанням вебсайту www.discuto.io[відсутнє в джерелі].  
З метою залучення громадськості до голосування за підтримки Програми розвитку ООН в Україні були проведені інформаційні заходи в регіонах.
Основні завдання четвертого плану дій: відкриття даних у сфері освіти і науки, охорони навколишнього природного середовища, бюджетного процесу та отримання міжнародної технічної допомоги;  продовження роботи із запровадження надання пріоритетних електронних послуг;  розвитку системи публічних закупівель;  відкриття інформації про бенефіціарних власників; реалізація Ініціативи прозорості видобувних галузей та Ініціативи із забезпечення прозорості будівництва; створення онлайн платформи для взаємодії органів виконавчої влади з інститутами громадянського суспільства.
Презентація плану дій[неавторитетне джерело] була проведена 4 лютого 2019 р. в "Urban Space 500" (прибуток закладу спрямовується на підтримку соціально корисних ініціатив) у партнерстві з Програмою розвитку ООН в Україні.
У грудні 2021 р. під час Глобального саміту Партнерства "Відкритий Уряд" в Сеулі (Південна Корея) номінована Україною система Прозорро.Продажі (розроблена у рамках четвертого плану дій) перемогла в категорії "Impact Award"  проекти 17 країн у регіоні "Європа" та отримала перше місце .
П'ятий план дій із впровадження Ініціативи (розпорядження Кабінету Міністрів від 24 лютого 2021 р. № 149[первинне джерело]) розроблявся в умовах пандемії COVID-19. У рамках консультацій з громадськістю щодо проекту плану дій Секретаріатом Кабінету Міністрів проведено понад 20 онлайн-обговорень в контексті Цілей сталого розвитку до 2030 року та узгоджувальних нарад, в яких взяли участь представники інститутів громадянського суспільства, органів виконавчої влади, експерти. Заходи з питань залучення молоді, гендерної політики та інструментів участі проводилися у співпраці з Програмою розвитку ООН в Україні, Офісом Ради Європи в Україні, Національним демократичним інститутом.
Планом дій передбачені заходи з: забезпечення доступу до гендерно-дезагрегованих даних; підвищення рівня прозорості в інфраструктурі, видобувних галузях та управлінні публічними фінансами; забезпечення відкритості та прозорості обліку державної власності; верифікації інформації про бенефіціарних власників; надання доступу до інформації з питань патентування та розвитку інновацій; забезпечення цифрової доступності для осіб з інвалідністю та ін.
План дій був представлений громадськості під час онлайн-марафону 19 березня 2021 року[неавторитетне джерело].
У вересні 2023 р. під час чергового Глобального саміту Партнерства "Відкритий Уряд" в Таллінні (Естонія) партнери з українського урядового та неурядового секторів отримали нагороду Open Government Partnership Special Recognition-2023 за досягнення у впровадженні відкритого урядування .
Шостий план дій із впровадження Ініціативи (розпорядження Кабінету Міністрів від 17 листопада 2023 р. № 1049 ) був розроблений у період воєнного стану. З міркувань безпеки публічні заходи під час підготовки плану дій відбувалися в онлайн-режимі. Було організовано п’ять тематичних публічних обговорень, до яких мали можливість долучитися заінтересовані представники інститутів громадянського суспільства, органів місцевого самоврядування та їх асоціацій, експерти. Крім того, було проведено два заходи за участю молоді, а також інформаційну сесію для представників бізнесу.
Планом дій передбачено 10 завдань, зокрема: впровадження ефективного цифрового інструменту управління проектами відбудови об’єктів інфраструктури, будівництва та нерухомого майна; сприяння участі громадськості у відновленні та розвитку регіонів та територіальних громад; забезпечення прозорості та доступності інформації щодо наукових досліджень; розроблення цифрової платформи "Е-молодь"; розроблення рекомендацій щодо прозорості та доброчесності працівників закладів вищої освіти ("Золотий стандарт"); інституалізація імплементації міжнародної Ініціативи щодо забезпечення прозорості у видобувних галузях; забезпечення доступу до публічної інформації у формі відкритих даних тощо.
Для представлення шостого плану дій та налагодження співпраці із заінтересованими інститутами громадянського суспільства 13 грудня 2023 р. відбулася презентація у гібридному форматі – у Домі громадянського суспільства ІСАР Єднання в м. Києві та на платформі Zoom .

### Успішно виконані зобов'язання
У рамках впровадження Ініціативи Україна забезпечила реалізацію таких успішних проектів, як:
- Державне фінансування політичних партій[18][первинне джерело]
- Відкриті дані[19][відсутнє в джерелі]
- Доступ до архівів комуністичного режиму[20][первинне джерело]
- Єдиний веб-портал використання бюджетних коштів[21][відсутнє в джерелі]
- Система електронних публічних закупівель «ProZorro»[22][відсутнє в джерелі]
- Електронні петиції[23][відсутнє в джерелі]
- Імплементація ЕІТІ стандартів[24][відсутнє в джерелі]
- Електронні декларації[25][відсутнє в джерелі]
- Інтерактивна карта територій, забруднених мінами та вибухонебезпечними предметами[26][первинне джерело]
- Онлайн-сервіс перевірки документів про освіту[27][первинне джерело]
- Система онлайн аукціонів з продажу та здачі в оренду майна "Прозорро.Продажі" [28]
- Платформа “Всеукраїнська школа онлайн” [29]
- Платформа “Наука та бізнес” [30]
- Дія. Відкриті дані – центр компетенцій в сфері відкритих даних [31]

### Організаційний супровід та координація
Кабінет Міністрів утворив Координаційну раду з питань реалізації в Україні міжнародної Ініціативи "Партнерство "Відкритий Уряд" (постанова від 13 червня 2012 р. № 671[первинне джерело]).
До складу Координаційної ради входять по сім представників від органів виконавчої влади і громадськості. Також визначено, що Координаційна рада має двох співголів — від Уряду (Державний секретар Кабінету Міністрів) та від громадськості. Члени Координаційної ради від громадськості обираються на конкурсних засадах.
Організаційний супровід реалізації Ініціативи в Україні здійснює відділ сприяння розвитку громадянського суспільства та взаємодії з громадськістю Департаменту інформації та взаємодії з громадськістю Секретаріату Кабінету Міністрів.

### Тиждень Відкритого Уряду
2018 року за пропозицією Керівного комітету Ініціативи вперше відбувся Тиждень Відкритого Уряду. В Україні в рамках Тижня Відкритого Уряду відбувся захід «Уряд Відкрито»[первинне джерело] та експертна зустріч (у форматі відеоконференції) "Ключові пріоритети реалізації Ініціативи «Партнерство „Відкритий Уряд“» у 2018—2020 роках"[неавторитетне джерело]. Також Секретаріатом Кабінету Міністрів було підготовлено відеоролик про Ініціативу[неавторитетне джерело].
Другий Тиждень Відкритого Уряду відбувся 11-17 березня 2019 р. Під час Тижня Відкритого Уряду — 2019 організовано та проведено понад 25 заходів у 15 регіонах України.
Під час Тижня Відкритого Уряду — 2021, який проходив з 17 по 21 травня 2021 р., проведено 105 заходів у різних куточках України[первинне джерело].
Тиждень Відкритого Уряду – 2022 проходив з 16 по 20 травня 2022 року в умовах військової агресії проти України. Водночас Департамент інформації та взаємодії з громадськістю Секретаріату Кабінету Міністрів організував проведення стратегічної сесії "Ініціатива "Партнерство "Відкритий Уряд" в Україні: віримо в перемогу – плануємо майбутнє" .
У 2023 році попри складнощі воєнного часу Україна також долучилася до проведення Тижня Відкритого Уряду, який проходив з 8 по 12 травня. Загалом в рамках Тижня були проведені понад 30 заходів. Зокрема, Департамент інформації та взаємодії з громадськістю Секретаріату Кабінету Міністрів разом з партнерами з громадського сектору організував вебінар "Партнерство "Відкритий Уряд": діємо і змінюємо разом" та презентацію реаліті-гри "OGP_UCHANGE: новий стандарт відповідального партнерства" .
Понад 110 заходів були проведені під час Тижня Відкритого Уряду – 2024. Значну частину з них становили публічні обговорення з питань відкритості та прозорості врядування, сприяння розвитку громадянського суспільства, доступу до інформації, взаємодії з громадськістю, прав людини та ін. Заходи організовували Секретаріат Кабінету Міністрів, міністерства, інші центральні органи виконавчої влади, обласні, Київська міська військові адміністрації, органи місцевого самоврядування, а також інститути громадянського суспільства та міжнародні організації, заклади освіти .